# Хенераль-Лас-Ерас (округ)
Округ Хенераль-Лас-Ерас (ісп. General Las Heras) — адміністративно-територіальна одиниця 2-ого рівня у провінції Буенос-Айрес в центральній Аргентині. Адміністративний центр округу — Хенераль-Лас-Ерас (ісп. General Las Heras).
Населення округу становить 14889 осіб (2010). Площа — 760 кв. км.

## Історія
Округ заснований у 1864 році.

## Населення
У 2010 році населення становило 14889 осіб. З них чоловіків — 7275, жінок — 7614.

## Політика
Округ належить до 1-ого виборчого сектору провінції Буенос-Айрес.